# Brad Wright
Pour les articles homonymes, voir Wright.
Brad Wright (né en 1961) est un producteur et scénariste canadien.

## Biographie
Producteur exécutif et scénariste, Brad Wright codéveloppa la série de science-fiction Stargate SG-1 et il est également le cocréateur de la série dérivée Stargate Atlantis.
Auparavant, Brad fut coproducteur exécutif et scénariste de la série récipiendaire d’un Emmy Awards : Au-delà du réel. Il fut également scénariste pour plusieurs séries télévisées dans Forever Knight, Highlander, Mom PI (en), L'Étalon noir et Le Ranch de l'espoir (en) (Neon Rider) dont il était également coproducteur. Il fut également coproducteur sur plusieurs autres épisodes « pilotes » tant aux États-Unis qu’au Canada.

## Filmographie

### Comme scénariste
- 1995-1998 : Au-delà du réel, l'aventure continue (série télévisée)
- 1996 : Poltergeist : Les Aventuriers du surnaturel
- 1997-2007 : Stargate SG-1 (série télévisée)
- 2004-2009 : Stargate Atlantis (série télévisée)
- 2008 : Stargate : Continuum (Téléfilm)
- 2009 : Stargate Universe (série télévisée)
- 2016 - 2018 : Les Voyageurs du temps (série télévisée Netflix)

### Comme producteur
- 1990 : Le Ranch de l'espoir (en) (Neon Rider) (série télévisée)
- 1997 : Stargate SG-1 : Enfants des dieux (TV)
- 2004 : From Stargate to Atlantis: Sci Fi Lowdown (TV)
- 2004 : Stargate Atlantis: Une nouvelle ère (TV)
- 2008 : Stargate : L'Arche de Vérité (téléfilm)
- 2008 : Stargate : Continuum (téléfilm)
- 2009 : Stargate Universe (TV)